# Byeonggyul
Espèce
Le byeonggyul (Citrus platymamma) est vieille variété de mandarine coréenne cultivée à Jegu, probablement originaire de Chine. Le fruit a un cou qui évoque le dékopon, ou haruka en plus discret, très proche du tangelo Mineola mais moins volumineux.

## Dénomination
En coréen 병귤 (byeong-gyul) , 벤줄 (benjul) à Jeju, vient de 甁 (byeong) la bouteille et 귤 (gyul) agrume à cause du cou qui domine le fruit et lui donne une forme élancée dun petit bol retourné 종지 (jongji). En japonais ビンキツ (binkitsu).
Tanaka (1954) l'a nommé Platy du grec platys large et μάμμη (mámmê) sein maternel, mamelle. Il avait créé une section Acrumen, sous-section Microacrumen clade Citriodora sous groupe Megacarpa (petites fleurs et feuilles et fruits moyens à moyennement gros) qui comprenait 14 espèces: C. reticulata, C. deliciosa, C. tangerina, C. clementina, C. suhuiensis, C. subcompressa, C. paratangerina, C. crenatifolia, C. benikoji, C. suavissima, C. tardiferax, C. genshokan, C. platymamma et C. succosa .
R. Cottin classe C. platymamma dans les Citrus reticulata et donne comme noms Heikitsu, Biuishikuru, Saagkam.

## Histoire
Une chronique de l'île de Jeju publiée la 4e année du roi Hyojong (1653) par Lee Wonjin, gouverneur de la dynastie Joseon, décrit des vergers d'agrumes mentionne byeonggyul sous le nom de 별귤 (byeol-gyul) en précisant que le nom du fruit est 병귤 (byeong-gyul). Il existe toujours à Jeju de très vieux Citrus platymamma, l'un d'eux âgé de 250 ans a été fait monument naturel coréen n ° 523 le 12 janvier 2011.

## Description

### Phylogénie
Une première tentative de phylogénie avait été publiée en 2016, les données phénotypiques rendaient C. platymamma difficile à différencier de 12 autres mandariniers locaux, les auteurs pensaient que ces arbres avaient une forte proximité génétique (similitudes fréquentes des phénotypes et des séquences d'ADN, par exemple avec le cultivars Hongkyool, Cheongkyool et ses géniteurs Binkyool et Pyunkyool).

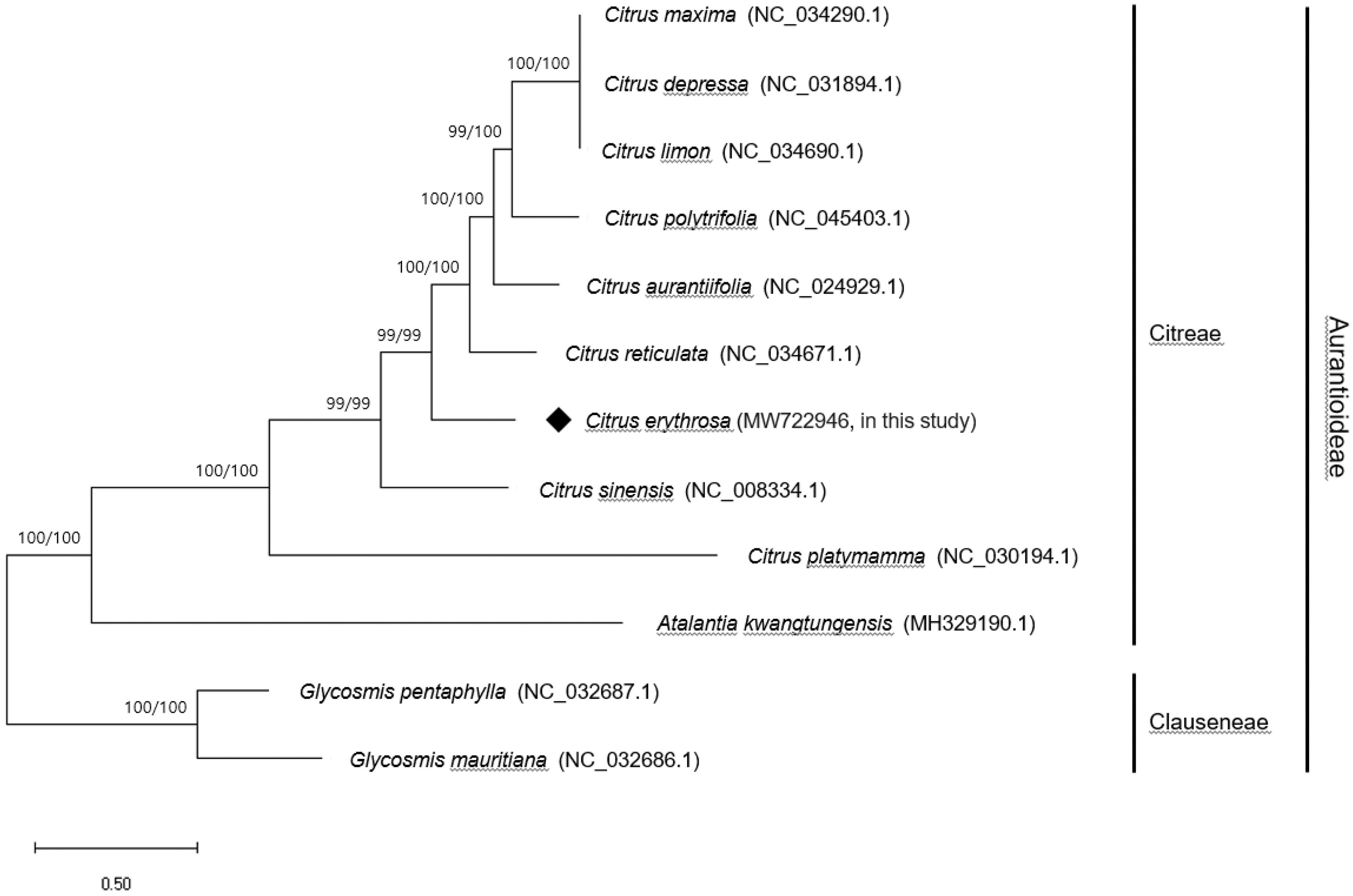
C. platymamma est un taxon qui diverge très tôt parmi les Citreae (Seung Chul Shin et al. 2022)

Seung Chul Shin et al. ont publié la séquence complète du génome chloroplastique de Citrus erythrosa et construit une phylogénie à partir des données disponibles (2022). C. platymamma est une divergence ancestrale antérieure à l'oranger et aux mandarines actuelles.

### Morphologie

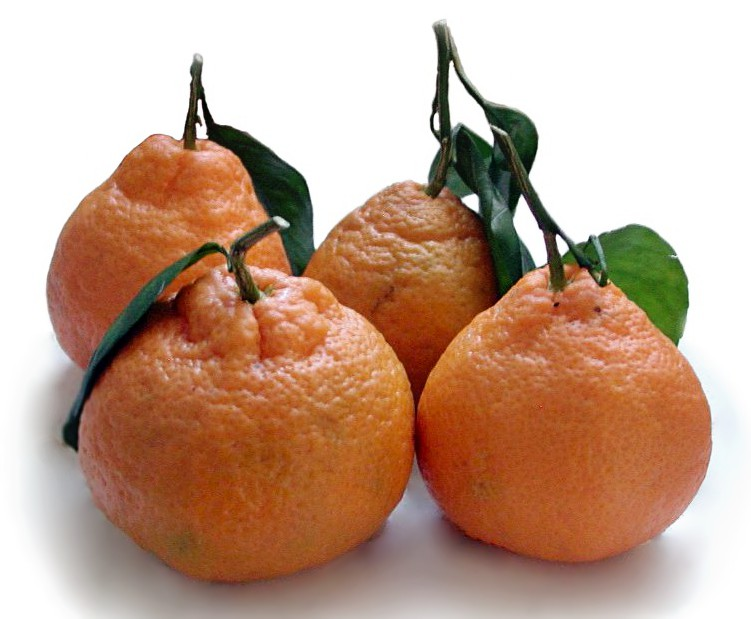
Mandarine chinoise 瓯柑 à cou

L'arbre est petit et dense, comme un mandarinier. Le fruit a un corps plutôt sphérique dominé par un cou il mesure 6,5 à 8 cm de haut et de 5,5 à 6,5 cm de diamètre, le cou 1 à 1,5 cm de haut et de 2,5 à 3,5 cm de diamètre. Son poids est de 80 à 120 g.

## Utilisation
Le fruit est peu cultivé, il est pelé à maturité et le péricarpe est mis à confire dans son poids de sucre et dans le jus pendant 3 jours. La peau confite est consommée sur des gâteaux de riz.
La peau peut aussi être séchée, on en fait du thé qui est réputé prévenir les maladies respiratoires, augmenter l'appétit et aider à la digestion.